# Europe Écologie
Europe Écologie är en grön valallians i Frankrike, grundad 20 oktober 2008. Den består av Les Verts samt ett antal andra regionalistiska och ekologiska partier. Alliansen tillhör Europeiska gröna partiet och dess Europaparlamentariker sitter i Gruppen De gröna/Europeiska fria alliansen. I Europaparlamentsvalet 2009 vann alliansen 13 mandat.

## Politiska åsikter och utspel

### Basinkomst
Europe Écologie förespråkar ovillkorlig basinkomst för alla franska medborgare. Flera argument används till stöd för reformen, däribland att människor då lättare kan säga nej till jobb med dåliga arbetsvillkor, att det skulle främja en rimligare fördelning av lönearbetet och att basinkomst kan ses som ett konkret uttryck för de mänskliga rättigheterna.

## EU-valet 2009

### Toppkandidater
- Östra Frankrike: Sandrine Bélier
- Île-de-France: Daniel Cohn-Bendit
- Massif Central: Jean-Paul Besset
- Nordvästra Frankrike: Hélène Flautre
- Territorier utomlands: Harry Durimel
- Sydöstra Frankrike: Michèle Rivasi
- Sydvästra Frankrike: José Bové
- Västra Frankrike: Yannick Jadot